# Patricky Freire
Patricky Freire, mais conhecido como Patricky Pitbull (Mossoró, 21 de janeiro de 1986) é um lutador de artes marciais mistas brasileiro.
Atualmente compete no Peso Leve do Bellator MMA. É irmão do também lutador do Bellator, Patrício Pitbull.

## Carreira no MMA

### Bellator MMA
Após competir em diversas promoções brasileiras, Freire acumulou um recorde de 7-1 antes de entrar para o Torneio da Quarta Temporada de Leves do Bellator. Ele enfrentou o ex-Campeão Peso Leve do WEC, Rob McCullough no Bellator 36 em 12 de Março de 2011 no round de abertura. Ele venceu por nocaute técnico no terceiro round.
Freire então enfrentou até então duas vezes finalista Toby Imada nas semifinais no Bellator 39. Freire derrotou Imada por nocaute no primeiro round após uma joelhada voadora brutal e seguiu com uma enxurrada de socos. A vitória deu à Pitbull uma vaga na final do torneio contra Michael Chandler no Bellator 44. Freire perdeu por decisão unânime.
Freire enfrentou em seguida Kurt Pellegrino no Bellator 59 em 26 de Novembro de 2011. Ele venceu por nocaute técnico no primeiro round.
Freire enfrentou o ex-Campeão Peso Leve Eddie Alvarez no Bellator 76. Em uma luta bastante equilibrada na qual ambos lutadores tiveram seus momentos, ele acabou derrotado por nocaute nos segundos finais do primeiro round.
Foi anunciado que Freire enfrentaria Guillaume De Lorenzi no Torneio da Oitava Temporada de Leves do Bellator em 31 de Janeiro de 2013. Porém, Freire sofreu uma lesão e foi tirado do Torneio dias antes da luta.
Em 7 de setembro de 2013, Freire enfrentou o estreante no Bellator Derek Anderson no Bellator 98, mas foi derrotado por decisão unânime. Dois meses depois, Patricky enfrentou Edson Berto no Bellator 107 e o venceu por decisão unânime.
Freire enfrentou o ex-desafiante ao Cinturão Peso Leve do Bellator David Rickels em 21 de Março de 2014 no Bellator 113, pelas Quartas de Final do Torneio Peso Leve da Décima Temporada. Ele venceu por nocaute no segundo round. Nas semifinais ele enfrentou Derek Campos e o derrotou por nocaute técnico no segundo round.
Ele era esperado para enfrentar Marcin Held na final do torneio em 17 de Maio de 2014 no Bellator 120. Porém, uma lesão de Held adiou a luta, e ele enfrentou o polonês em 26 de Setembro de 2014 no Bellator 126. Ele foi derrotado por decisão unânime.
Patricky enfrentou Saad Awad em 28 de Agosto de 2015 no Bellator 141, e o venceu por decisão unânime.
Freire teve a chance de vingar sua derrota para Derek Anderson em seguida, no Bellator 147 em 4 de Dezembro, porém perdeu de forma bastante controversa por decisão dividida no Bellator 147.
Em 2016, Freire derrotou Ryan Couture por nocaute no Bellator 148 em 29 de janeiro de 2016, e fez a luta principal do primeiro evento do Bellator na Italia, derrotando o também brasileiro Edimilson Souza por decisão unânime na edição 152 do evento em 16 de abril. Esses resultados levaram Patricky a sua primeira disputa de cinturão na organização, enfrentando Michael Chandler pelo título vago no Bellator 157 em 24 de junho de 2016. O brasileiro foi derrotado por nocaute no primeiro round.
Em 18 de fevereiro de 2017, Patricky enfrentou a lenda Josh Thomson na luta principal do Bellator 172. Pitbull fez sua melhor performance da carreira até então, mandando Josh ao solo no primeiro round com um soco e o nocauteando no segundo round.
A vitória sobre Thomson colocou Patricky no rumo do cinturão da categoria mais uma vez, e o Bellator agendou sua luta contra o ex-campeão do Ultimate Fighting Championship e World Extreme Cagefighting Benson Henderson no Bellator 183, em 23 de setembro do mesmo ano. Patricky venceu Henderson por decisão dividida e se colocou de vez como uma força a ser respeitada na categoria.
Em 2018, Patricky fez uma revanche contra Derek Campos, a quem derrotou em 2014, e venceu por nocaute no primeiro round no Bellator 194 em 16 de Fevereiro.
Com o atual campeão peso leve Brent Primus lesionado e o ex-campeão Michael Chandler aguardando por uma revanche, Patricky optou por se manter ativo e teve mais uma luta agendada. Em 21 de setembro, Pitbull enfrentou o ex-UFC Roger Huerta no Bellator 205, vencendo por nocaute no segundo round em luta bastante empolgante.
Patricky foi convidado para fazer a luta principal do primeiro evento da série europeia do Bellator que marcou o início da parceria da organização com grandes emissoras de TV do Reino Unido - Channel 5 e Sky Sports. O evento, batizado de Bellator Newcastle, contou com confronto entre Patricky e o atleta local Ryan Scope. Apesar de romper um tendão no punho direito ainda no primeiro round da luta, o brasileiro venceu na decisão dos juízes.

### Rizin FF
Por seu irmão ser o campeão Peso Leve do Bellator, Patricky decidiu participar do torneio de Pesos Leves do Rizin FF como representante do Bellator. Na primeira rodada do torneio, Freire enfrentou Tatsuya Kawajiri no Rizin 19 em 12 de Outubro de 2019. Ele venceu a luta por nocaute no primeiro round.
Na semi-final do grand prix Freire irá enfrentar o também brasileiro Luiz Gustavo no Rizin 20 - Saitama em 31 de Dezembro de 2019.

## Cartel no MMA
| Cartel no MMA   |             |             |
| 33 lutas        | 23 vitórias | 10 derrotas |
| Por nocaute     | 15          | 3           |
| Por finalização | 1           | 1           |
| Por decisão     | 7           | 6           |

| Res.    | Cartel | Oponente                      | Método                                     | Evento                               | Data       | Round | Tempo | Local                     | Notas                                                                                 |
| ------- | ------ | ----------------------------- | ------------------------------------------ | ------------------------------------ | ---------- | ----- | ----- | ------------------------- | ------------------------------------------------------------------------------------- |
| Vitória | 24-10  | Peter Queally                 | Nocaute Técnico (socos)                    | Bellator 270: Queally vs. Pitbull 2  | 05/11/2021 | 2     | 1:05  | Dublin                    | Ganhou o Cinturão Peso Leve Vago do Bellator.                                         |
| Derrota | 23-10  | Peter Queally                 | Nocaute Técnico (interrupção médica)       | Bellator 258                         | 07/05/2021 | 2     | 5:00  | Uncasville, Connecticut   |                                                                                       |
| Derrota | 23-9   | Tofiq Musayev                 | Decisão (unânime)                          | Rizin 20                             | 31/12/2019 | 3     | 5:00  | Saitama                   | GP Peso Leve do Rizin - Final                                                         |
| Vitória | 23-8   | Luiz Gustavo Felix dos Santos | Nocaute Técnico (socos e tiro de meta)     | Rizin 20                             | 31/12/2019 | 1     | 0:28  | Saitama                   | GP Peso Leve do Rizin - Semifinais                                                    |
| Vitória | 22–8   | Tatsuya Kawajiri              | Nocaute (joelhada voadora e socos)         | Rizin 19                             | 12/10/2019 | 1     | 1:10  | Osaka                     | GP Peso Leve do Rizin - Quartas de final                                              |
| Vitória | 21-8   | Ryan Scope                    | Decisão (dividida)                         | Bellator Newcastle                   | 09/02/2019 | 3     | 5:00  | Newcastle                 |                                                                                       |
| Vitória | 20-8   | Roger Huerta                  | Nocaute (soco)                             | Bellator 205: McKee vs. Macapa       | 21/09/2018 | 2     | 0:43  | Boise, Idaho              |                                                                                       |
| Vitória | 19-8   | Derek Campos                  | Nocaute Técnico (socos)                    | Bellator 194: Mitrione vs. Nelson II | 16/02/2018 | 1     | 2:23  | Uncasville, Connecticut   |                                                                                       |
| Vitória | 18-8   | Benson Henderson              | Decisão (dividida)                         | Bellator 183                         | 24/09/2017 | 3     | 5:00  | San Jose, California      |                                                                                       |
| Vitória | 17-8   | Josh Thomson                  | Nocaute (soco)                             | Bellator 172                         | 18/02/2017 | 2     | 0:40  | San Jose, California      |                                                                                       |
| Derrota | 16-8   | Michael Chandler              | Nocaute (soco)                             | Bellator 157: Dynamite 2             | 24/06/2016 | 1     | 2:14  | St. Louis, Missouri       | Pelo Cinturão Peso Leve Vago do Bellator.                                             |
| Vitória | 16-7   | Edimilson Souza               | Decisão (unânime)                          | Bellator 152                         | 16/04/2016 | 3     | 5:00  | Turim                     |                                                                                       |
| Vitória | 15-7   | Ryan Couture                  | Nocaute (soco)                             | Bellator 148                         | 29/01/2016 | 1     | 3:00  | Fresno, California        |                                                                                       |
| Derrota | 14-7   | Derek Anderson                | Decisão (dividida)                         | Bellator 147                         | 04/12/2015 | 3     | 5:00  | San Jose, California      |                                                                                       |
| Vitória | 14-6   | Saad Awad                     | Decisão (unânime)                          | Bellator 141                         | 28/08/2015 | 3     | 5:00  | Temecula, California      |                                                                                       |
| Derrota | 13-6   | Marcin Held                   | Decisão (unânime)                          | Bellator 126                         | 26/09/2014 | 3     | 5:00  | Phoenix, Arizona          | Final do Torneio de Leves da 10ª Temporada.                                           |
| Vitória | 13-5   | Derek Campos                  | Nocaute Técnico (socos)                    | Bellator 117                         | 18/04/2014 | 2     | 0:52  | Council Bluffs, Iowa      | Semifinal do Torneio de Leves da 10ª Temporada.                                       |
| Vitória | 12-5   | David Rickels                 | Nocaute (socos)                            | Bellator 113                         | 21/03/2014 | 2     | 0:54  | Mulvane, Kansas           | Quartas de Final do Torneio de Leves da 10ª Temporada.                                |
| Vitória | 11-5   | Edson Berto                   | Decisão (unânime)                          | Bellator 107                         | 08/11/2013 | 3     | 5:00  | Thackerville, Oklahoma    |                                                                                       |
| Derrota | 10-5   | Derek Anderson                | Decisão (unânime)                          | Bellator 98                          | 07/09/2013 | 3     | 5:00  | Uncasville, Connecticut   |                                                                                       |
| Derrota | 10-4   | Eddie Alvarez                 | Nocaute (chute na cabeça e socos)          | Bellator 76                          | 12/10/2012 | 1     | 4:54  | Windsor, Ontário          |                                                                                       |
| Derrota | 10-3   | Lloyd Woodard                 | Finalização (kimura)                       | Bellator 62                          | 23/03/2012 | 2     | 1:46  | Laredo, Texas             | Quartas de Final do Torneio de Leves da 6ª Temporada do Bellator                      |
| Vitória | 10-2   | Kurt Pellegrino               | Nocaute Técnico (socos)                    | Bellator 59                          | 26/11/2011 | 1     | 0:50  | Atlantic City, New Jersey |                                                                                       |
| Derrota | 9-2    | Michael Chandler              | Decisão (unânime)                          | Bellator 44                          | 14/05/2011 | 3     | 5:00  | Atlantic City, New Jersey | Final do Torneio de Leves da 4ª Temporada do Bellator                                 |
| Vitória | 9-1    | Toby Imada                    | Nocaute (joelhada voadora e socos)         | Bellator 39                          | 02/04/2011 | 1     | 2:53  | Uncasville, Connecticut   | Semifinal do Torneio de Leves da 4ª Temporada do Bellator                             |
| Vitória | 8-1    | Rob McCullough                | Nocaute Técnico (socos)                    | Bellator 36                          | 12/03/2011 | 3     | 3:11  | Shreveport, Louisiana     | Estreia no Bellator; Quartas de Final do Torneio de Leves da 4ª Temporada do Bellator |
| Vitória | 7-1    | Yure Machado                  | Decisão (unânime)                          | Arena Gold Fights 2                  | 17/07/2010 | 3     | 5:00  | Curitiba                  |                                                                                       |
| Vitória | 6-1    | Marlon Medeiros               | Nocaute Técnico (joelhada voadora e socos) | Platinum Fight Brazil 3              | 20/05/2010 | 2     | N/A   | São Paulo                 |                                                                                       |
| Vitória | 5-1    | Ermesson Silveira Queiroz     | Finalização (guilhotina)                   | Gouveia Fight Championship           | 08/04/2009 | 2     | N/A   | Natal                     |                                                                                       |
| Derrota | 4-1    | Willamy Freire                | Decisão Técnica (unânime)                  | Rino's FC 4                          | 27/09/2007 | 3     | 1:45  | Fortaleza                 |                                                                                       |
| Vitória | 4-0    | Maykon Costa                  | Decisão (unânime)                          | Leal Combat: Natal                   | 05/07/2007 | 3     | 5:00  | Natal                     |                                                                                       |
| Vitória | 3-0    | Joao Paulo Rodrigues de Souza | Nocaute (pisões)                           | Cage Fight Nordeste                  | 09/11/2006 | 1     | 0:50  | Natal                     |                                                                                       |
| Vitória | 2-0    | Gleidson Alves Martins        | Nocaute (socos)                            | Fight Ship Looking Boy 2             | 22/11/2005 | 3     | N/A   | Natal                     |                                                                                       |
| Vitória | 1-0    | Arquimedes Vieira             | Nocaute (pisões)                           | Fight Ship Looking Boy 1             | 08/09/2005 | 1     | N/A   | Natal                     |                                                                                       |